# Ann Jellicoe
Patricia Ann Jellicoe (Middlesbrough, 15 luglio 1927 – 31 agosto 2017) è stata una drammaturga e regista teatrale britannica.

## Biografia
Nata nello Yorkshire nel 1927, studiò alla Queen Margaret's School e poi recitazione alla Central School of Speech and Drama. Dopo aver conseguito il diploma, rimase a Londra e si dedicò al teatro sperimentale, fondando e dirigendo il Cockpit Theatre Club tra il 1952 e il 1954; nel 1954 tornò alla Central School of Speech and Drama, dove insegnò recitazione fino al 1956. Nel 1956 vinse il terzo premio a un concorso indetto da The Observer con il suo dramma The Sport of My Mad Mother, poi rappresentato al Royal Court Theatre in un allestimento che co-diresse con George Devine. Revisionò poi il testo per nuove messe in scena nel 1958 e nel 1962. Tra la fine degli anni cinquanta e i primi anni sessanta realizzò anche diverse traduzioni in inglese di classici del teatro russo e scandinavo: la sua traduzione di Rosmersholm fu portata in scena con Peggy Ashcroft ed Eric Porter nel 1959, mentre la sua resa in inglese de La donna del mare fu rappresentata nel 1961 con Vanessa Redgrave e John Neville.
Nel 1962 il Royal Court portò al debutto la sua opera più celebre, The Knack; la commedia fu pubblicata in Italia nel 1964 in un numero di Sipario dedicato alle donne del movimento dei Giovani arrabbiati, tradotta da Luciano Codignola con il titolo Quello che ci sa fare. Nel 1965 Richard Lester ne realizzò un adattamento cinematografico, intitolato Non tutti ce l'hanno e presentato in concorso alla 18ª edizione del Festival di Cannes, dove vinse la Palma d'oro. Nel 1965 William Gaskill diresse al Royal Court il suo dramma Shelley, incentrato sul poeta romantico inglese, ma la rappresentazione dello scrittore come un misogino accanito fu accolta freddamente dalla critica. Nel 1968 scrisse una commedia, The Giveaway, in cartellone al Garrick Theatre, nel contesto del più commerciale teatro del West End, mentre nei primi anni settanta tornò al Royal Court come literary manager e regista, esordendo in questa veste nel 1974 con la prima di A Worthy Guest di Paul Bailey.
Successivamente decise di lasciare i teatri tradizonali per dedicarsi alla regia e alla drammaturgia in diverse parti dell'Inghilterra e con attori amatoriali. Nel 1978 scrisse per una scuola superiore il dramma The Reckoning, sulla ribellione di Monmouth, e la pièce fu portata al debutto dall'Università di Exeter con un cast di ottanta attori non professionisti. Nel 1979 fondò il Colway Theatre Trust, con cui portò al debutto opere di alcuni dei maggiori drammaturghi britannici contemporanei, come David Edgar, Howard Barker, Fay Weldon e Nick Darke.
Fu sposata con Roger Mayne dal 1962 alla morte del fotografo nel 2014. Jellicoe morì nel 2017 all'età di novant'anni.